# Imiougou (Bokin)
Pour les articles homonymes, voir Imiougou.
Imiougou est une localité située dans le département de Korsimoro de la province du Sanmatenga dans la région du Centre-Nord au Burkina Faso.

## Santé et éducation
Le centre de soins le plus proche d'Imiougou est le centre de santé et de promotion sociale (CSPS) de Imiougou tandis que le centre médical avec antenne chirurgicale (CMA) de la province se trouve à Kaya, à 46 Km de Imiougou.